# Moses Reiß
Moses Reiß (hebräisch משה רייס; auch: Moses Reiss, 11. Dezember 1802 in Karlsruhe – 8. Oktober 1878 in Breisach am Rhein) war Bezirksrabbiner in Baden.
Moses Reiß war der Sohn des rabbinischen Gelehrten und Händlers Seligmann Reiß und der Frumet. Er besuchte in Karlsruhe von 1822 bis 1824 das Lyzeum und die Jeschiwa des Rabbiners Ascher Löw. Vom Sommersemester 1825 bis zum Sommersemester 1826 studierte er an der Universität Würzburg. Er wurde 1838 Bezirksrabbiner in Breisach. Reiß war Teilnehmer der zweiten Rabbinerversammlung. Er war der letzte Rabbiner mit Sitz in Breisach. Nach seinem Tod wurde das Bezirksrabbinat Breisach aufgelöst.
Moses Reiß war mit Babette geborene Burger (1830–1890), Tochter des Nathan Burger, verheiratet. Die Familie lebte in der Judengasse (heute Rheintorstraße), wo an Haus Nummer 22 eine Gedenktafel an den Rabbiner Reis erinnert. Im Deutsch-Französischen Krieg war Babette als Krankenschwester tätig, wofür sie später einen Orden erhielt. Reiß und seine Frau wurden auf dem neuen jüdischen Friedhof in Breisach bestattet.